# کویو آئویاگی
کویو آئویاگی (انگلیسی: Kōyō Aoyagi؛ زادهٔ ۱۱ دسامبر ۱۹۹۳) بازیکن بیسبال اهل ژاپن است.